# Moemi Kikuchi
Moemi Kikuchi (菊池 萌水?, Kikuchi Moemi; 6 aprile 1992) è una pattinatrice di short track giapponese.

## Biografia
È figlia di una pattinatrice che si affermò a livello nazionale in Giappone. Le sue sorelle Ayaka Kikuchi, Yuki Kikuchi, Sumire Kikuchi sono pattinatrici di livello internazionale.
Sua sorella Ayaka Kikuchi, specializzata nella velocità su ghiaccio, ha rappresentato il Giappone ai Giochi olimpici di Soči 2014 e Pyeongchang 2018, dove si è affermata campionessa olimpica nell'inseguimento a squadre. Le sorelle Yuki e Sumire gareggiano in coppa del mondo e sono state entrambe convocate ai Giochi di Pyeongchang 2018.
Ai campionati mondiali di Rotterdam 2017 ha vinto la medaglia di bronzo nella staffetta 3.000 metri, gareggiando con le compagne Ayuko Ito, Hitomi Saito, Sumire Kikuchi e Aoi Watanabe.

## Palmarès
- campionati mondiali

Rotterdam 2017: bronzo nella staffetta 3.000 m.